# 热带低压威尔玛 (2013年)
熱帶低氣壓30W（聯合颱風警報中心：WP302013，菲律賓大氣地球物理和天文管理局：Wilma，印度氣象局：BOB 05），是個強度較弱，但持續時間長的熱帶氣旋，於2013年自西北太平洋發展到北印度洋。此熱帶低氣壓於11月1日在帛琉東方形成，並於11月4日横過菲律賓，隔天進入南海。該系統並未增強便於11月6日登陸越南，之後於11月7日抵達泰國灣。
其於11月8日穿過馬來半島並進入孟加拉灣後，以低壓區的標準緩慢發展，直到11月13日重新增強成為印度氣象局的「低氣壓」等級。系統於11月16日登陸印度並造成16人喪生，翌日再度減弱為低壓區後抵達阿拉伯海，隨後減弱消散。

## 氣象歷史
本頁面將該熱帶低氣壓以聯合颱風警報中心通用編號（30W）敘述，惟注意30W指稱該熱帶低氣壓僅在2013年有效。
10月30日晚間，日本氣象廳表示有低壓區在楚克附近形成。11月1日此區域內有熱帶擾動在雅蒲島東南方形成，到了晚上日本氣象廳升格帛琉東方的低壓區為熱帶低氣壓，之後系統缺乏組織、深對流被切離到西側，僅僅相隔六小時就減弱為低壓區。就在日本氣象廳於11月3日再次升格帛琉附近的低壓區為熱帶低氣壓不久後，聯合颱風警報中心（英語：JTWC）亦發布熱帶氣旋形成警報（英語：TCFA）。
三小時後，聯合颱風警報中心升格該系統為熱帶低氣壓並編號「30W」，研判將於南海增強至一級颱風，這時低層環流中心（英語：LLCC）部份裸露但正與被切離至西邊的深對流整合，然而聯合颱風警報中心事後分析認為30W於11月2日即增強為熱帶低氣壓。此外，熱帶低氣壓這時正受北方副高脊南側導引，微弱至中等的垂直風切受逕向流出和發展中的極向通道影響而有所抵消。菲律賓大氣地球物理和天文管理局於11月3日晚間對其認定的低壓區升格至熱帶低氣壓並給予當地熱帶氣旋名稱「Wilma」（威爾瑪）。
11月4日，威爾瑪在中午12時之前登陸菲律賓南蘇里高省，日本氣象廳則於下午2時之後對已移至保和海的熱帶低氣壓發布熱帶氣旋報文，研判廿四小時內將增強為一熱帶風暴，但菲律賓大氣地球物理和天文管理局卻在下午5時將其強度降格為低壓區。儘管通過菲律賓時受地形影響，此系統組織仍增強少許，同時也開始加速西行。同日晚間抵達蘇祿海，通過巴拉望島後於11月5日早上抵達南海。聯合颱風警報中心最佳路徑認為30W在下午2時、晚間6時達到熱帶風暴強度，不過低層環流中心部份裸露且深對流被切到北邊。30W過了六小時後變得更支離破碎，聯合颱風警報中心將其降格為熱帶低氣壓。

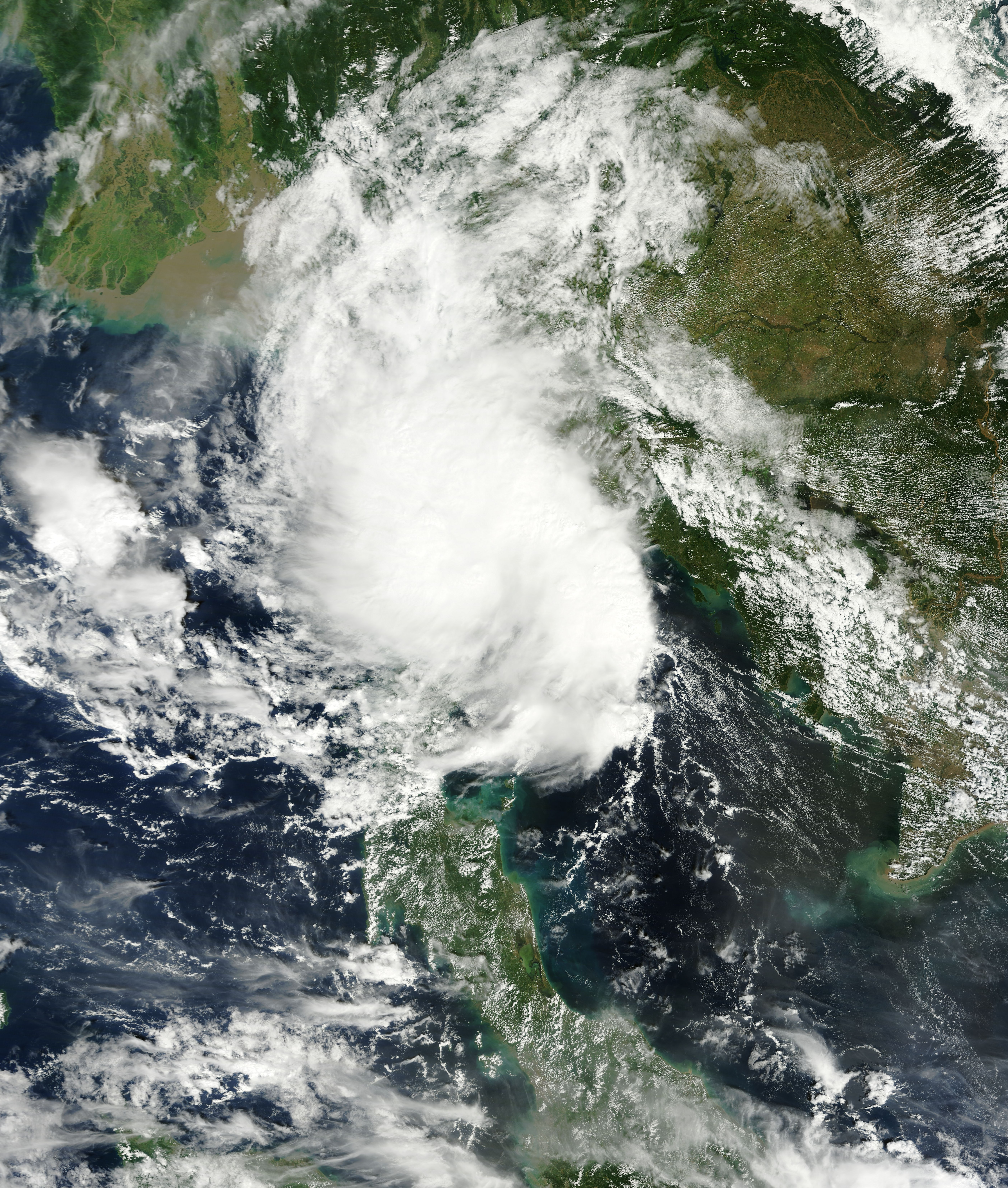
該熱帶低氣壓於11月8日横過馬來半島

11月6日，30W愈發削弱，促使聯合颱風警報中心在下午2時發布最終警報，日本氣象廳也在系統登陸越南藩朗-塔占市附近之前在中午停止發布熱帶氣旋報文，但判定十分鐘最大持續風速仍短暫維持在30節（55每小時；35英里每小時）。根據聯合颱風警報中心之最佳路徑，30W在11月7日凌晨減弱為熱帶擾動，但中午正從泰國與柬埔寨邊界南端抵達泰國灣的時候再度增強為熱帶低氣壓，晚間組織與渦度亦有所好轉。11月8日凌晨，此熱帶低氣壓登陸泰國曼谷西南偏南方約200公里的地區，日本氣象廳則從下午2時開始停止對其發布，因為該系統已遠離其責任範圍。此系統穿過馬來半島後於中午前抵達安達曼海，惟低層環流中心上方的深對流卻迅速消散。
到了11月9日，在緬甸仰光西南方的系統移速放慢，東側垂直風切增強導致部份裸露且缺乏組織，當天印度氣象局（英語：IMD）亦於該系統到達孟加拉灣之前判定其為低壓區。印度氣象局於11月11日升格系統為清楚識別的低壓區，然而微波圖像展示了廣闊的低層環流中心、稀疏的對流，乾空氣也開始捲入到西側。直至11月13日，印度氣象局在早上8時升格系統為低壓區並編為「BOB 05」，當天北側與東南側發展了新雨帶，使得聯合颱風警報中心於晚間9時對此組織更佳的系統再度發布熱帶氣旋形成警報。低層環流中心於11月14日完全裸露且清晰辨識，中等垂直風切抵消了東側流出並切離深對流到西北方。
聯合颱風警報中心於11月15日升格系統為熱帶氣旋並延續編為「30W」，此時低層環流中心緊密但仍部份外露，深對流亦被切離到西側，事後分析認為30W僅於翌日（16日）凌晨2時算是熱帶氣旋。當日，聯合颱風警報中心對其發布最終警報，認為對流迅速削弱導致強度低於發報門檻。低氣壓BOB 05在下午3時30分登陸印度泰米爾納德邦，翌（17日）晨8時在內陸減弱為清楚識別的低壓區並旋即進入阿拉伯海。自那刻起，此殘餘已無任何發展機會，持續向西飄移且面對強大的乾空氣。殘餘到了11月20日幾乎停滯不前並轉向西南西移動，隔日最終於葉門索科特拉附近消散。

## 影響

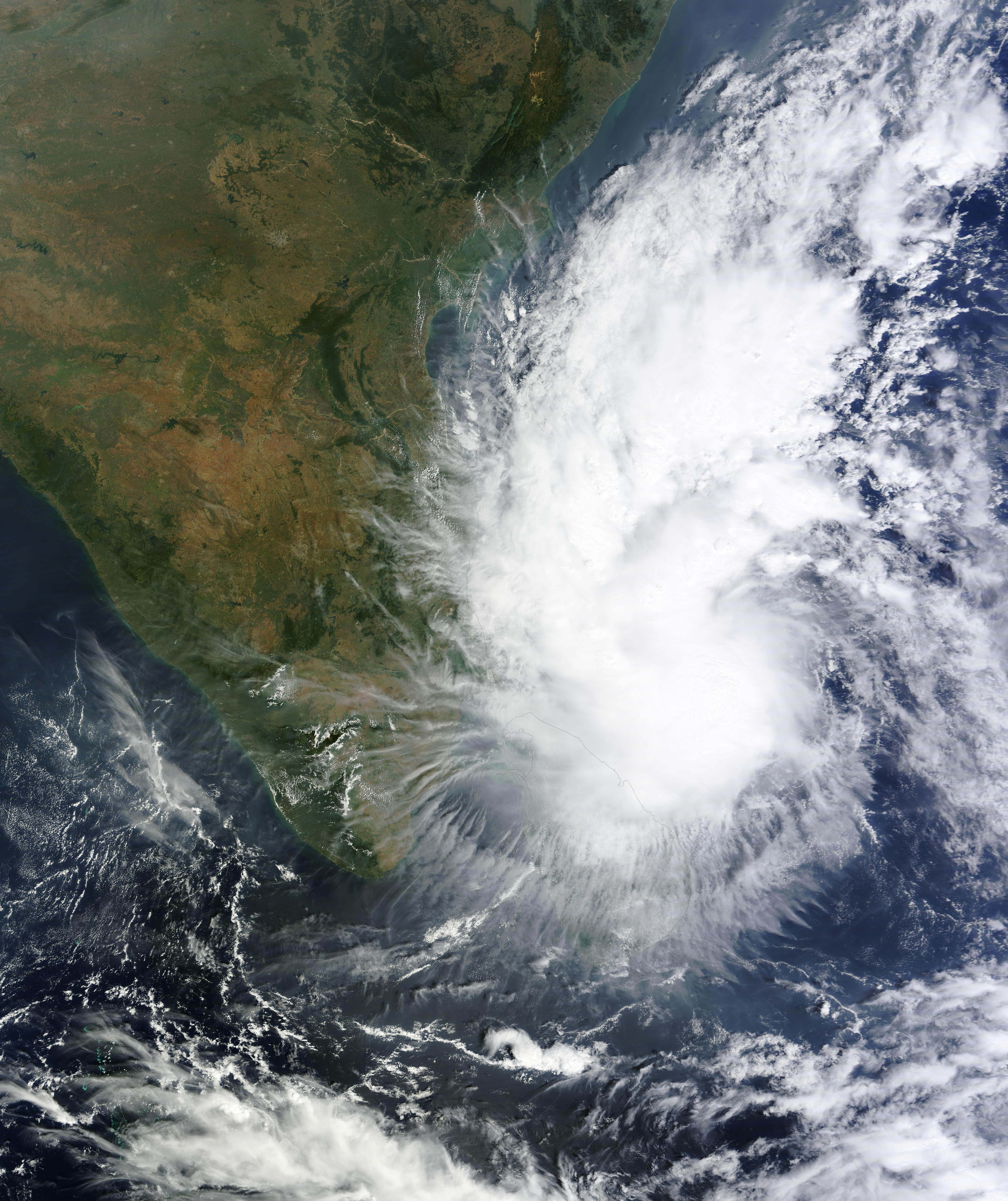
11月15日在斯里蘭卡附近的低氣壓BOB 05

### 菲律賓
熱帶低氣壓威爾瑪強度不高，因此菲律賓並未傳出死傷災情，但仍造成洪災和民宅受損。保和省有83戶民宅和1座木橋毁損，數座城鎮也淹水；巴拉望省撤離了146戶家庭，有2座橋樑遭水災損毀，也有2座省級橋樑無法通行。威爾瑪登陸時有4,355名旅客困在米沙鄢群島海港，另外352名旅客也被迫停留在馬尼拉。就在威爾瑪離開菲律賓3天後，颱風海燕也登陸該處，成為菲律賓現代史上最致命颱風。

### 印度
低氣壓BOB 05帶來豪雨造成泰米爾納德邦16人死亡，其中2人被洪水溺斃、1名婦女被倒塌的圍牆壓死。在納加帕蒂南，上百棵樹木被連根拔起，許多香蕉園也因此受損，不過豪雨亦為當地水庫、湖泊等飲用水源帶來豐沛水量。在西爾卡利，電線桿受損使得大部分地區停止供電，強風也吹翻了1所校舍的屋頂。特蘭奎巴附近的漁貨拍賣所因強風受損，有1萬多位漁民因惡劣海象及多處漲潮暫停下海漁撈。

## 參閱
- 颱風海燕 (2013年)
- 熱帶風暴楊柳 (2013年)

## 釋義
1. ↑  日本氣象廳並不對熱帶風暴強度以下的風暴命名。
2. ↑  聯合颱風警報中心是一個聯合美國海軍和美国空軍的專責小組，並會為西北太平洋或其他洋域發出熱帶氣旋警告並編號。其編號有正式編號與通用編號二種：前者係由二個英文字母及六位數組成，前兩位為洋域代碼（WP代表西北太平洋，包括南海、東海），中間兩位代表熱帶氣旋當年在洋域內之形成次序，後四位為當年公元紀年（2013）；後者則由二位數及一個英文字母組成，前兩位數係指熱帶氣旋於當年在英文字母所表示的區域內形成次序，英文字母為洋域代碼（W同前述之WP範圍），此編號系統每年重新開始，故無專屬性。換言之，「WP302013」及「30W」皆指2013年第30個於西北太平洋（包括南海、東海）區域內形成的熱帶氣旋，惟注意「30W」用法僅限於2013年。此外，縱使該熱帶氣旋行經至北印度洋範圍，其編號仍然不變。[1]
3. ↑  英文原名「Wilma」，乃菲律賓大氣地球物理和天文管理局所使用之區域性熱帶氣旋名稱之一。
4. ↑  日本氣象廳是西北太平洋（含南海在內）的區域專責氣象中心。
5. ↑  聯合颱風警報中心是一個聯合美國海軍和美国空軍的專責小組，並會為西太平洋或其他地區發出熱帶氣旋警告。[7]
6. ↑  空氣自高壓流向低壓，因科里奥利力作用而產生偏轉，導致其不能直接流入中心，形成旋渦效應。空氣會圍著低壓中心旋轉，該中心即環流中心。當此情況並不明顯時，旋轉較慢、中心不固定，且環流僅出現於低層對流層。[10]
7. ↑  印度氣象局是北印度洋（包括孟加拉灣及阿拉伯海）的區域專責氣象中心。

## 外部連結
- 聯合颱風警報中心熱帶風暴/熱帶氣旋30W最佳路徑 （页面存档备份，存于）
- 30W.THIRTY[]來自美國海軍研究實驗室
- 低氣壓BOB 05初步報告 （页面存档备份，存于）來自印度氣象局